# Köhlerglaube
Der Ausdruck Köhlerglaube bezeichnet einen lediglich auf der Aussage anderer beruhenden, unbedingten oder blinden Glauben. Ursprünglich bedeutete es unbedingten Glauben an die Kirche, besonders beim gemeinen Mann.
Angeblich rührt die Bezeichnung davon her, dass ein Köhler einem Theologen auf die Frage, was er glaube, antwortete: „Was die Kirche glaubt“, und auf die weitere Frage, was denn die Kirche glaube, zur Antwort gab: „Was ich glaube“.